# The World's Fastest Indian
The World's Fastest Indian (Brasil: Desafiando os limites / Portugal: Indian - O Grande Desafio) é um filme estadunidense de 2005, do gênero drama biográfico, dirigido por Roger Donaldson. O roteiro é baseado na história do piloto de motocicletas Burt Munro, que conquistou diversos recordes de velocidade com motocicletas de motores até mil ciclindradas em Bonneville Salt Flats, no estado de Utah, durante a década de 1960.

## Sinopse
Depois de passar a vida trabalhando em sua motocicleta Indian Scout na Nova Zelândia, Munro embarca para Utah, para participar de uma corrida, e tentar quebrar o recorde de velocidade sobre rodas. E durante a viagem ele vai conhecendo muitas pessoas que se tornam amigos ou amigas dele. 